# Estación Uwajima
La estación Uwajima (宇和島駅 Uwajima-eki?) es una estación de la línea Yosan de la Japan Railways que se encuentra en la ciudad de Uwajima de la prefectura de Ehime. Los códigos de estación son el "U28" y el "G47".

## Características
Es una de las estaciones cabeceras de la línea Yosan. La línea Yodo tiene su cabecera en la estación Kitauwajima, pero todos los servicios llegan hasta esta estación y por ello tiene asignado un código de estación de la línea Yodo.

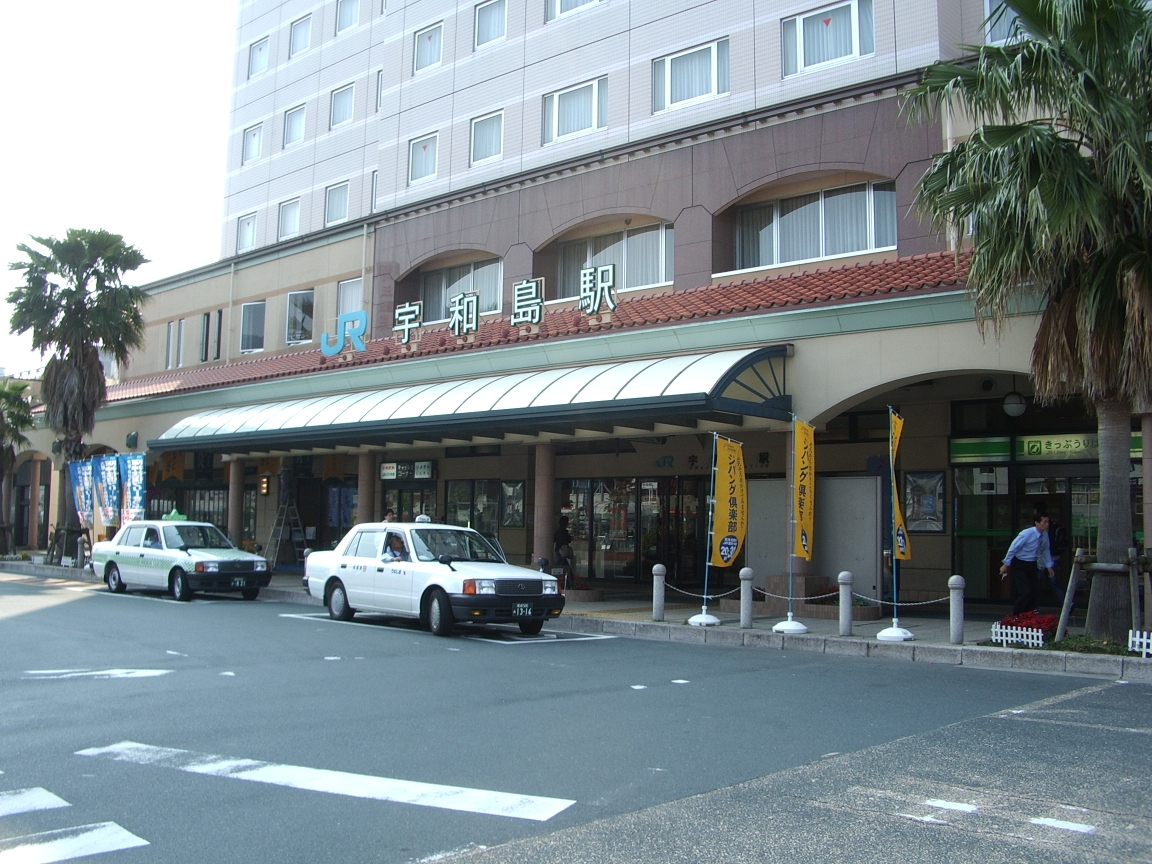
Edificio de la estación Matsuyama.

■Línea Yosan (U27)
■Línea Yodo (G46)

## Estación de pasajeros
Es una estación cuyas plataformas están a nivel de la superficie. Cuenta con dos plataformas, una plataforma con vías de un solo lado (andén 1) y otra plataforma con vías a ambos lados (andenes 2 y 3).
Los servicios rápidos hacia la ciudad de Matsuyama parten todos desde el andén 1, ya que los otros dos andenes son cortos.
La estación posee un local de ventas de pasajes de la Japan Railways hacia cualquier estación de Japón. Cuenta con expendedoras automáticas de boletos. Además hay varios locales comerciales, entre los que se destaca la agencia de viajes de la Japan Railways.
Cuenta con una base de operaciones (車両基地 Sharyō-kichi?).

### Andenes
| 1     | ● Línea Yosan | Hacia Yawatahama, Ōzu, Uchiko, Iyo, Matsuyama, Hōjō, Imabari, Saijō, E estación Takamatsu y estación Okayama. (incluye todos los servicios rápidos) |
| 2 y 3 | ● Línea Yosan | Hacia Yawatahama, Oozu, Uchiko, Iyo y Matsuyama |
| 2 y 3 | ● Línea Yodo  | Hacia Kihoku y Matsuno |

## Alrededores de la estación
- Palty Fuji sucursal de Uwajima

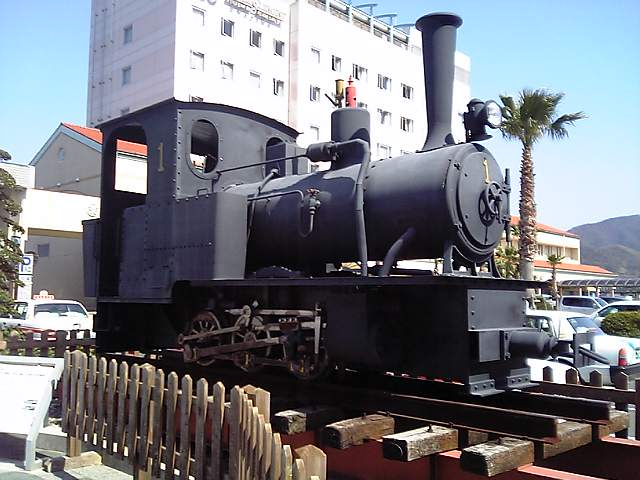
Locomotora exhibida al frente de la estación.

- Estación de autobuses de la estación Uwajima

## Historia
- 1914: el 18 de octubre se inaugura la estación Uwajima de Ferrocarril Uwajima (宇和島鉄道 Uwajima-tetsudō?).
- 1933: el 1° de agosto pasa a ser una estación de Ferrocarriles Nacionales de Japón (日本国有鉄道 Nihon Kokuyū Tetsudō?) debido a la estatización del Ferrocarril Uwajima.
- 1984: el 1° de febrero deja de ser una terminal de cargas.
- 1987: el 31 de marzo se habilita la terminal de cargas.
- 1987: el 1° de abril pasa a ser una estación de la división Ferrocarriles de Pasajeros de Shikoku de la Japan Railways.
- 2006: el 1° de abril deja de ser una terminal de cargas.

## Estación anterior y posterior
- Línea Yosan 
  - Estación Kitauwajima (U27)  <<  Estación Uwajima (U28)
- Línea Yodo
  - Estación Kitauwajima (G46)  <<  Estación Uwajima (G47)